# Bukowo (Macedonia Północna)
Bukowo (maced. Буково) – wieś w południowej Macedonii Północnej, w pobliżu trzeciego co do wielkości miasta tego kraju – Bitoli. Osada wchodzi w skład gminy Bitola.
Według stanu na 2002 rok wieś liczyła 3494 mieszkańców.